# Anastasija Karpova
Anastasija Leonidovna Karpova (in russo Анастасия Леонидовна Карпова?; Balakovo, 2 novembre 1984) è una cantante russa.
Ha fatto parte del gruppo pop femminile Serebro dal 2009 al 2013. Nel gruppo aveva preso il posto di Marina Lizorkina, mentre è stata poi sostituita da Dar'ja Šašina.

## Biografia
Nata e cresciuta a Balakovo, dal 1992 al 1995 ha studiato pianoforte e sin da bambina ha avuto il ruolo di solista in un coro musicale con il quale ha vinto alcuni concorsi locali. Nel 2000 ha vinto il contest per giovani artisti emergenti, tenutosi a Saratov, Mart. Ulybka. Zvezda ("Marzo. Sorriso. Stella") grazie al quale ha potuto registrare due brani musicali.
Nel 2007 si trasferisce a Mosca dove continua a studiare canto e si iscrive ad un corso di danza jazz. Invia poi il suo curriculum al produttore musicale Maksim Fadeev e successivamente riesce ad ottenere un provino in concomitanza con l'abbandono, da parte di Marina Lizorkina, del gruppo Serebro. Anastasia supera il provino e nel 2009 entra nel gruppo musicale.
Nel 2013 lascia le Serebro per dedicarsi alla carriera solista.

## Discografia

### Solista
Singoli
- 2014 – S toboj
- 2014 – Mama feat. Sten
- 2015 – Razorvu
- 2015 – Leti
- 2016 – Sogret'sja
- 2018 – Bezumnaja
- 2018 – MFL
- 2019 – Puška
- 2019 – Sbežim